# Lucien Fruchaud
Lucien Fruchaud, né le 23 octobre 1934 au Loroux-Bottereau (Loire-Inférieure), est un évêque catholique français, évêque émérite de Saint-Brieuc et Tréguier depuis août 2010.

## Biographie

### Formation
Lucien Fruchaud est le fils de Lucien Fruchaud et d'Adrienne Bourgoin, commerçants en confection. Il poursuit ses études au petit séminaire de Legé et aux Couets à Rezé. 
Lucien Fruchaud suit sa formation en vue de la prêtrise au grand séminaire de Nantes, coupée par vingt-sept mois de service militaire en Algérie, de 1957 à 1959.

### Prêtre
Lucien Fruchaud est ordonné prêtre en la cathédrale de Nantes, le 30 juin 1962, pour le diocèse de Nantes. Il est marqué par le concile Vatican II, ouvert le 11 octobre 1962 ; « L'immense bonheur que j'ai eu, à transmettre cette richesse conciliaire », dit-il.
Après avoir été vicaire à Gétigné pendant cinq ans de 1962 à 1967, il est chargé des jeunes du secteur pastoral de Nort-sur-Erdre de 1967 à 1969 avant d'être nommé aumônier diocésain du Mouvement rural de la jeunesse chrétienne (MRJC) de 1969 à 1972, puis aumônier régional de ce même mouvement jusqu'en 1975. Il devient alors aumônier diocésain du mouvement Chrétiens dans le monde rural (CMR).
De 1978 à 1983, il est directeur du Centre spirituel des Naudières à Rezé de 1978 à 1983 avant d'être nommé vicaire épiscopal chargé de l'ensemble des secteurs ruraux du diocèse de Nantes, puis vicaire épiscopal, conseiller du clergé, responsable de la formation permanente des prêtres.

### Évêque
Nommé évêque de Saint-Brieuc le 17 juillet 1992 par le pape Jean-Paul II, il est consacré le 19 septembre de la même année.
Au sein de la Conférence des évêques de France, il est membre de la commission pour le monde rural et membre de la Commission sociale[Jusqu'à quand ?].
Il est aussi membre de la commission de la Mission de France et président du Comité justice et société[Depuis quand ?].
Conformément au droit canonique, il remet sa démission au pape le 23 octobre 2009, jour de ses 75 ans. Il exerce son ministère jusqu'au 20 août 2010, date à laquelle il est remplacé par Denis Moutel.
Après s'être retiré de sa charge pastorale, il reprend fonction comme formateur au grand séminaire Saint-Jean de Nantes, dans son diocèse d'origine.
Il fête son jubilé sacerdotal en l'église de Tharon en octobre 2012.

## Publications
- À cause de Jésus et de l'évangile, éd. association diocésaine de Saint-Brieuc et Tréguier, 2010